# María la del barrio (dal)
A María la del barrio Thalía mexikói énekesnő ötödik kislemeze negyedik, En éxtasis című albumáról, valamint az azonos című telenovella főcímdala. Szerzői Viviana Pimstein és Paco Navarrete, producere Emilio Estefan és Kike Santander. Az énekesnő egyik legnagyobb klasszikusának számít. A szöveg a sorozat főhősének történetét mondja el, és a szegény rétegek nyelvezetén („vulgáris spanyolul”) íródott. Az amerikai Billboard Top Latin Songs listáján a 30., Latin Pop Songs listáján a 14. helyet érte el.
A dalt tagalog nyelven is kiadták (Mariang taga barrio), amely a Nandito Ako című albumon jelent meg a Fülöp-szigeteken. Rezesbanda-feldolgozása is készült, amely a Thalía con banda – grandes éxitos albumon szerepel.